# Marthe Condat
 (novembre 2018).
Si vous disposez d'ouvrages ou d'articles de référence ou si vous connaissez des sites web de qualité traitant du thème abordé ici, merci de compléter l'article en donnant les références utiles à sa vérifiabilité et en les liant à la section « Notes et références ».
Marthe Louise Lydie Condat est une femme médecin Française née le 19 juillet 1886 à Graulhet dans le Tarn et morte le 24 octobre 1939 à Toulouse.
Spécialisée en thérapeutique et en pédiatrie, elle sera notamment en 1923 la première femme agrégée de médecine en France ainsi que la première femme titulaire d'une chaire de médecine en 1932 à la faculté de médecine et de pharmacie de Toulouse.

## Biographie

### Graulhet, 1886-1902
Marthe Condat est née le 19 juillet 1886 à 7 heures du soir dans la maison familiale de la rue de l'église à Graulhet (aujourd’hui rue André Bru). Son père Georges, 39 ans est mercier et sa mère Bru Marie Athénaïs Victorine est modiste,

### Toulouse, 1903-1907
Après sa scolarité à Graulhet, elle rejoint sa sœur ainée Honorine mariée au manufacturier des chaussures Gril, à Toulouse où elle va fréquenter la pension des dames Lafont, rue des 36 ponts (aujourd'hui institution Notre-Dame).
Le 18 juillet 1903, dans L'Express du Midi, la directrice de la pension Lafont, Marie-Louise Roques, revendique la brillante réussite de Marthe Condat au brevet supérieur des jeunes filles et qui plus est avec dispense d’âge.
Le 30 octobre 1903, elle va passer son baccalauréat ès-lettres (rhétorique) avec mention. Le 18 juillet 1904, elle est reçue à son baccalauréat lettres et mathématiques avec mention.
Après ses deux baccalauréats, en 1905, elle entre en PCN (Physique, Chimie, Sciences naturelles), année du concours préparatoire notamment aux études de médecine. Toujours dans L'Express du Midi du 11 juillet 1905, une note de la directrice de la pension Lafont souligne la brillante réussite de son élève Marthe Condat qui est reçue première et remporte les 4 premiers prix du concours « grâce à sa haute intelligence et à son travail assidu ».
En 1906, en première année de médecine à Toulouse, elle est lauréate de la faculté et remporte le prix Adrien-Gaussail (médaille d’or). En 1907, elle est en deuxième année et est de nouveau lauréate de la faculté avec le prix Gaussail (médaille d’or). Elle est l'amie de Marguerite Dilhan, alors première étudiante en droit à l'université de Toulouse et présidente des Étudiantes de Toulouse.

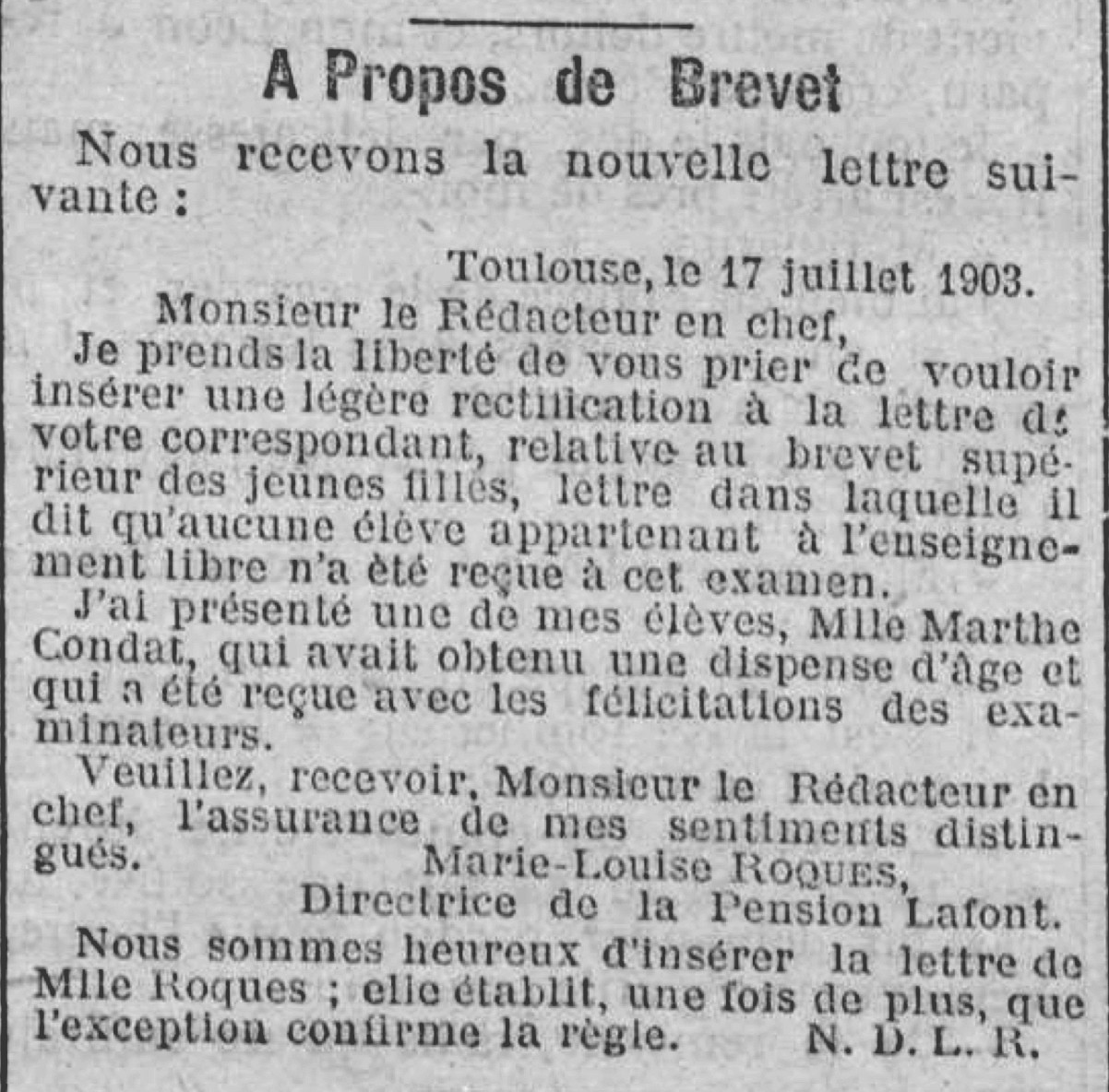
L'Express du Midi du 18 juillet 1903.
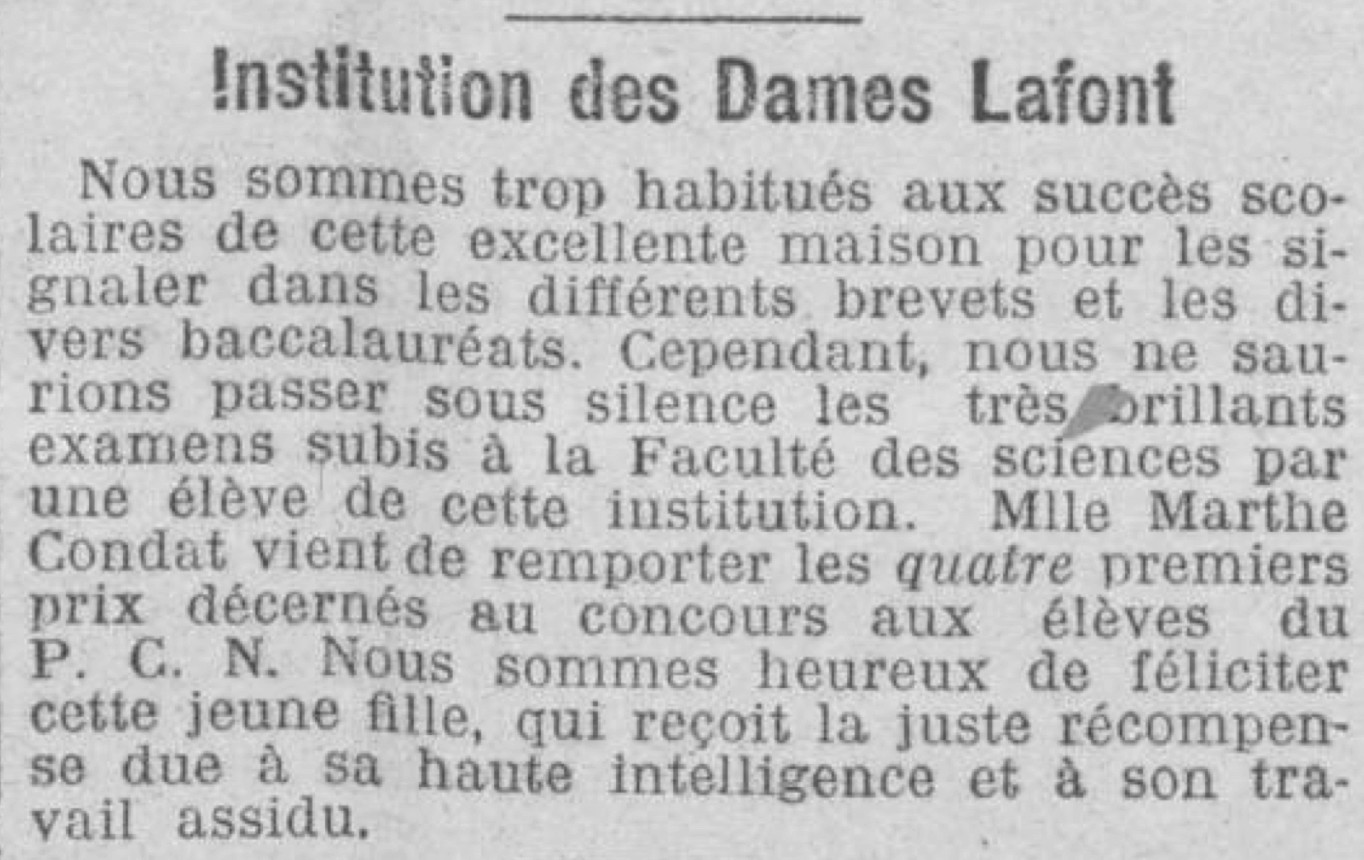
L'Express du Midi du 11 juillet 1905.
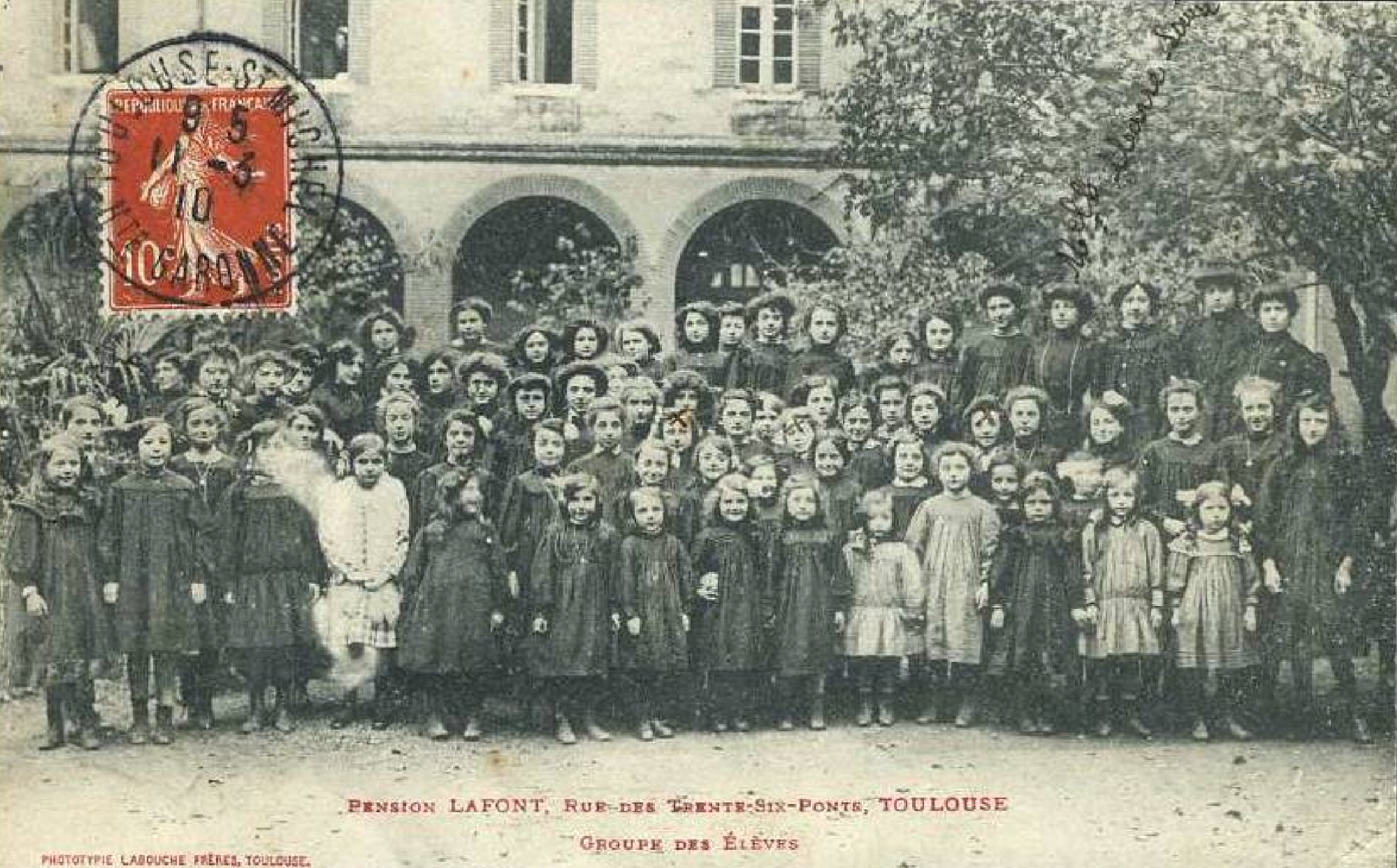
La cour de récréation de la pension Lafont.

### Paris, 1907-1919
On va la retrouver au deuxième semestre 1907 à la faculté de médecine de Paris où elle présente le concours de l'externat, reçue, elle entrera en fonction le 15 mai 1908. L’année suivante, en 1909, elle prépare le concours de l’internat des hôpitaux de Paris, elle sera brillamment reçue 13ème sur 60 admis (c’est la 12ème femme à obtenir ce titre prestigieux).
Marthe Condat va être interne des hôpitaux de Paris du 1er mai 1910 au 1er mai 1914 (l’internat dure 4 ans). Au cours de ces quatre années elle va parcourir les hôpitaux parisiens et se spécialiser plus précisément sur la médecine des enfants.
En 1911 et 1912, elle est interne à la maternité du boulevard du port Royal.
En 1913 et 1914, elle fait son internat à l’hôpital des enfants malades.
En août 1914, la guerre est déclarée, elle va reprendre bénévolement du service pendant 5 années supplémentaires pour pallier l'absence du personnel masculin et permettre le fonctionnement normal de l'hôpital des enfants malades.
En 1916, elle soutient sa thèse de doctorat :  « leucocytolyse et fragilité leucocytaire».

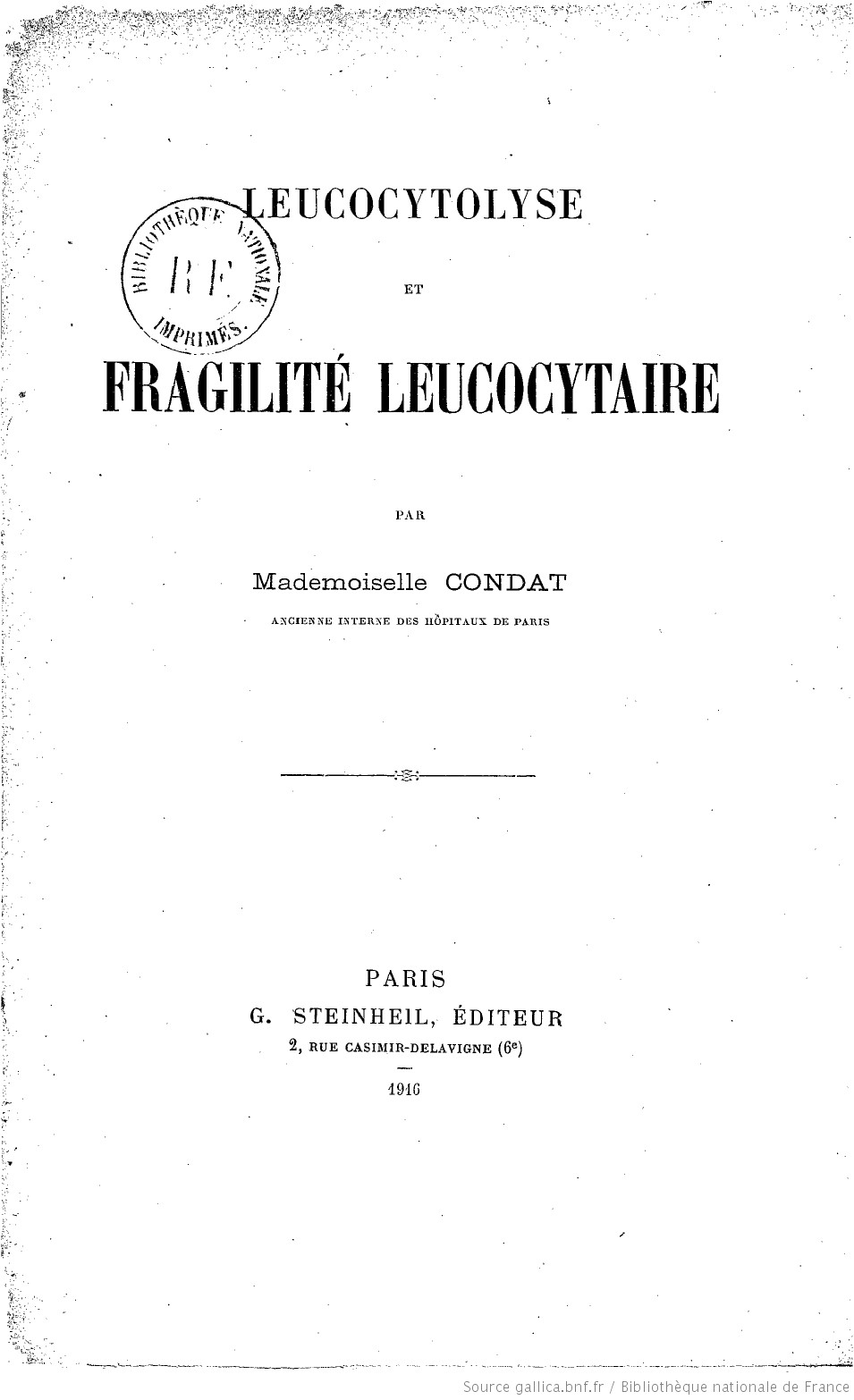
Thèse de Marthe Condat - 1916.

### Toulouse, 1920-1939
En 1920 elle retourne à Toulouse comme chef de laboratoire au service des enfants malades (Professeur Morel). En juillet 1923 elle réussit brillamment au concours de l'agrégation et devient ainsi la première femme agrégée de médecine en France,.
Elle va alors enseigner la pathologie médicale,,.

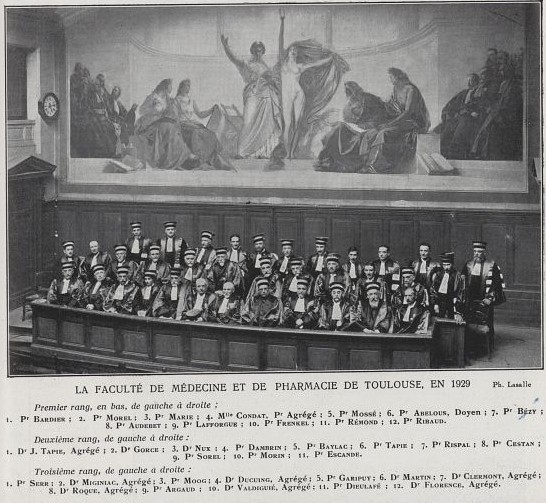
En 1929, elle siège avec tous les professeurs toulousains dans le grand amphithéâtre de la faculté (4e au 1er rang).
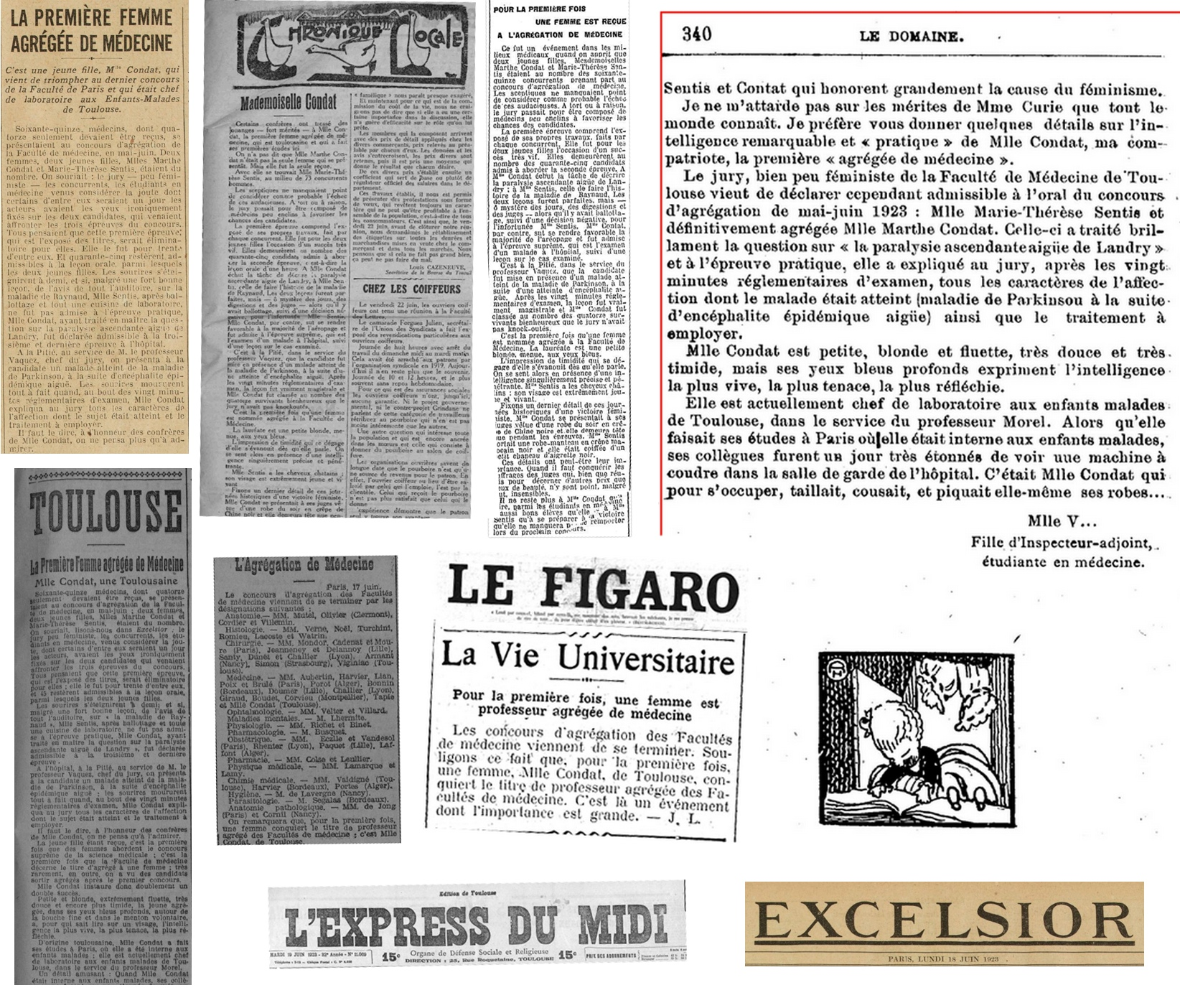
La presse salue la réussite de Marthe Condat au concours de l'agrégation.

En 1932, elle se voit confier, après 9 années d'attente, la chaire de thérapeutique, c'est la première fois qu'une femme occupera, en France, ce poste.
En 1936, à la suite du décès du professeur Joseph Baylac, elle occupe la chaire de clinique infantile, (pédiatrie) et de puériculture.
Tout en assurant son enseignement, elle va continuer à publier de nombreux articles scientifiques, recevoir de nombreux malades à sa consultation et participer à des congrès sur l'hydrologie, la climatologie et la géologie médicale.
Elle s’éteint le 24 octobre 1939 à l’âge de 53 ans d’une hémoptysie consécutive à une tuberculose pulmonaire,,.
À son décès, le monde médical, a salué ses mérites et l’énorme travail accompli. Sa disparition a privé la faculté de médecine de Toulouse et le monde de la pédiatrie d’un de ses membres les plus éminents.
Le Docteur Jules Comby dans le Numéro de janvier-février 1940 des archives de médecine infantile écrit sa nécrologie, il souligne notamment encore une fois l’injustice dont elle a été l’objet quand, au terme de la grande guerre tout le corps médical et le personnel administratif de l’hôpital ont demandé pour elle, à son insu, la légion d’honneur qu'elle n'a pas obtenu, la preuve encore une fois qu’à l’époque où elle a vécu et exercé son art, les femmes n’étaient pas aussi bien considérées que les hommes et qu’elles devaient redoubler de zèle pour obtenir des résultats équivalents.
Toutes les sociétés savantes dont elle était membre ont salué sa brillante carrière et regretté sa disparition en pleine maturité.
Elle repose avec sa sœur et ses parents dans le caveau des familles Gril et Condat au cimetière de Salonique à Toulouse.

## Mémoire
Jusqu’en 2016, sa mémoire a été très discrètement saluée :
- une impasse à Toulouse ;
- une pouponnière au sein de l'hôpital de Purpan (débaptisée lors du déménagement de ce service à l’hôpital des enfants) ;
- une rue dans le quartier Saint-Pierre à Graulhet.

En septembre 2016, Jean-Pierre Vinel, président de l’université Paul Sabatier, lance auprès de la communauté universitaire une consultation pour choisir un nom au grand auditorium rénové. Cinq personnalités féminines sont proposées (Simone Balfet-lff, Marguerite Canal, Marthe Condat, Lise Meitner et Marie Sklodowska-Curie). Sur 1 486 votants, Marthe Condat obtient 35 % des voix devant Marie Curie (22 %).
Le 12 octobre 2016, Laurence Rossignol, ministre des Familles, de l’Enfance et des Droits des femmes, inaugure l’auditorium Marthe-Condat de l’université Paul-Sabatier dans le cadre d’un atelier sur l’égalité Femmes/Hommes.
En avril 2019, la ville de Lieusaint donne son nom à une impasse.
En juillet 2023, le Conseil de Paris attribue son nom à une voie du 12e arrondissement : la cité Marthe-Condat.